# هنوزچاکری (کوزان)
هنوزچاکری (به ترکی استانبولی: Henüzçakırı) یک منطقهٔ مسکونی در ترکیه است که در قوزان (ترکیه) واقع شده‌است.